# Сизнер (Татарстан)
 Сизнер  — деревня в Балтасинском районе Татарстана. Входит в состав Смаильского сельского поселения.

## География
Находится в северо-западной части Татарстана на расстоянии приблизительно 20 км на север-северо-восток по прямой от районного центра поселка Балтаси на речке Арборка.

## История
Известна с 1711 года. Упоминалась также как Сизнер Первого Усада. В начале XX века была церковь.

## Население
Постоянных жителей было: в 1746 году — 92, в 1763—159, в 1795—116, в 1850—162, в 1859—259, в 1884—293, в 1897—319, в 1905—388, в 1920—440, в 1926—471, в 1938—438, в 1949—298, в 1958—264, в 1970—308, в 1979—258, в 1989—197, в 2002 году 203 (удмурты 98 %), в 2010 году 212.